# 山崎町 (名古屋市)
山崎町（やまざきちょう）は、愛知県名古屋市南区の地名。

## 歴史

### 町名の由来
江戸期の愛知郡山崎村の名による。山崎村は現在の岩戸町、汐田町、呼続元町、駈上、菊住、呼続北部などを含む地域で、1878年（明治11年）の合併により千竈村の一部となった。山崎川の名称も山崎村の名に因む。
「山崎」という地名の初出は戦国期で、『紹巴富士見道記』1567年（永禄10年）条に「をね覚里の上山崎」とあるのが古い。

### 行政区画の変遷
- 1943年（昭和18年）9月20日 - 南区呼続町の一部により、同区山崎町が成立[3]。
- 1949年（昭和24年）8月18日 - 南区呼続町の一部を編入する[3]。
- 1988年（昭和63年）8月1日 - 全域が南区呼続一丁目・呼続二丁目にそれぞれ編入され消滅[3]。